# Kulturní dům Eden
Kulturní dům Eden je budova architektů Hany a Dalibora Peškových, která se nachází v Praze 10-Vršovicích v oblasti někdejšího zábavního parku Eden, mezi sídlištěm Vlasta a nákupním centrem Eden. Byl otevřen v roce 1987, uzavřen byl kvůli rychlému chátrání roku 2002. Roku 2023 bylo rozhodnuto o jeho demolici z důvodu špatného stavu a ekonomické nerentabilnosti.

## Historie

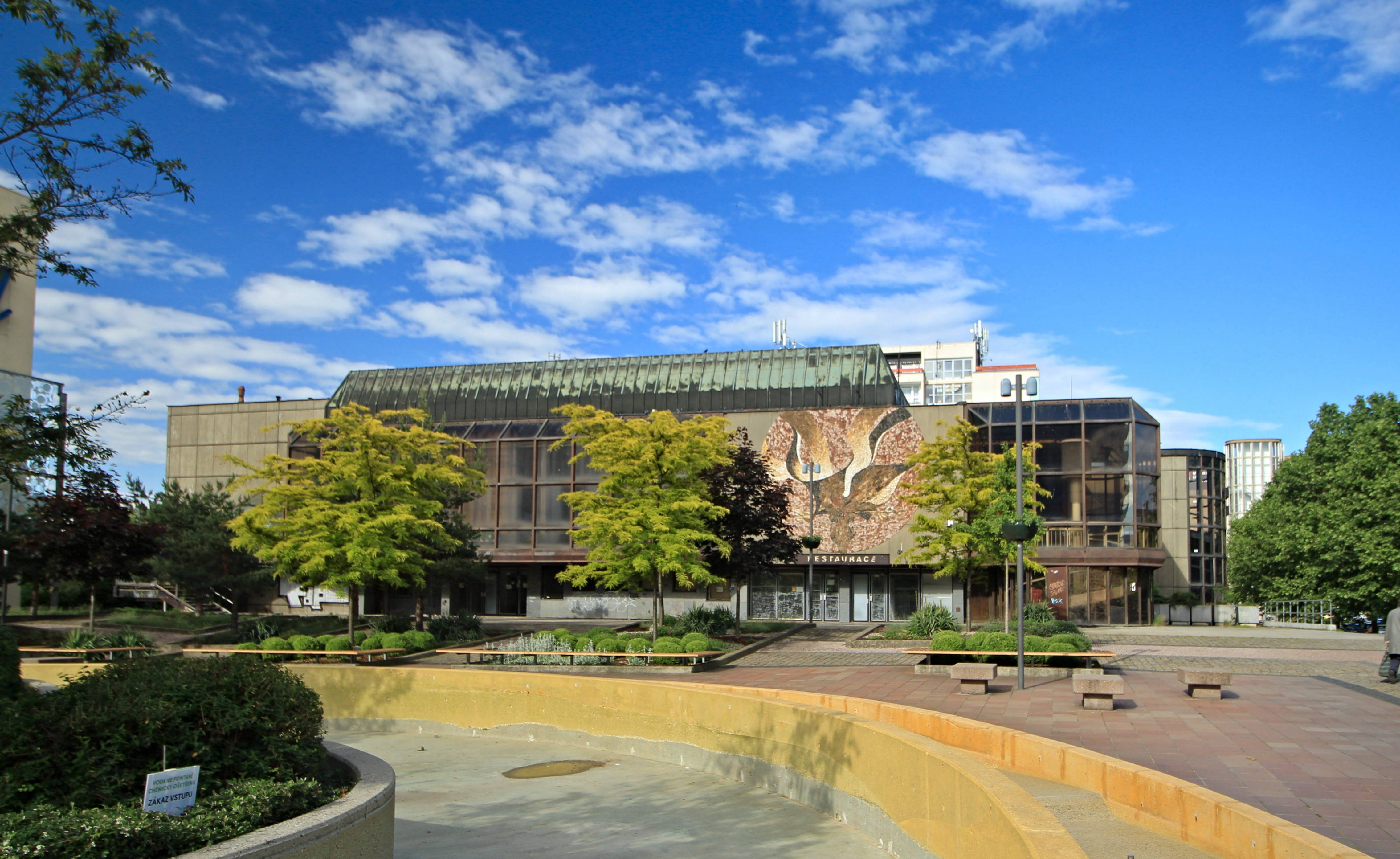
Kulturní dům Eden

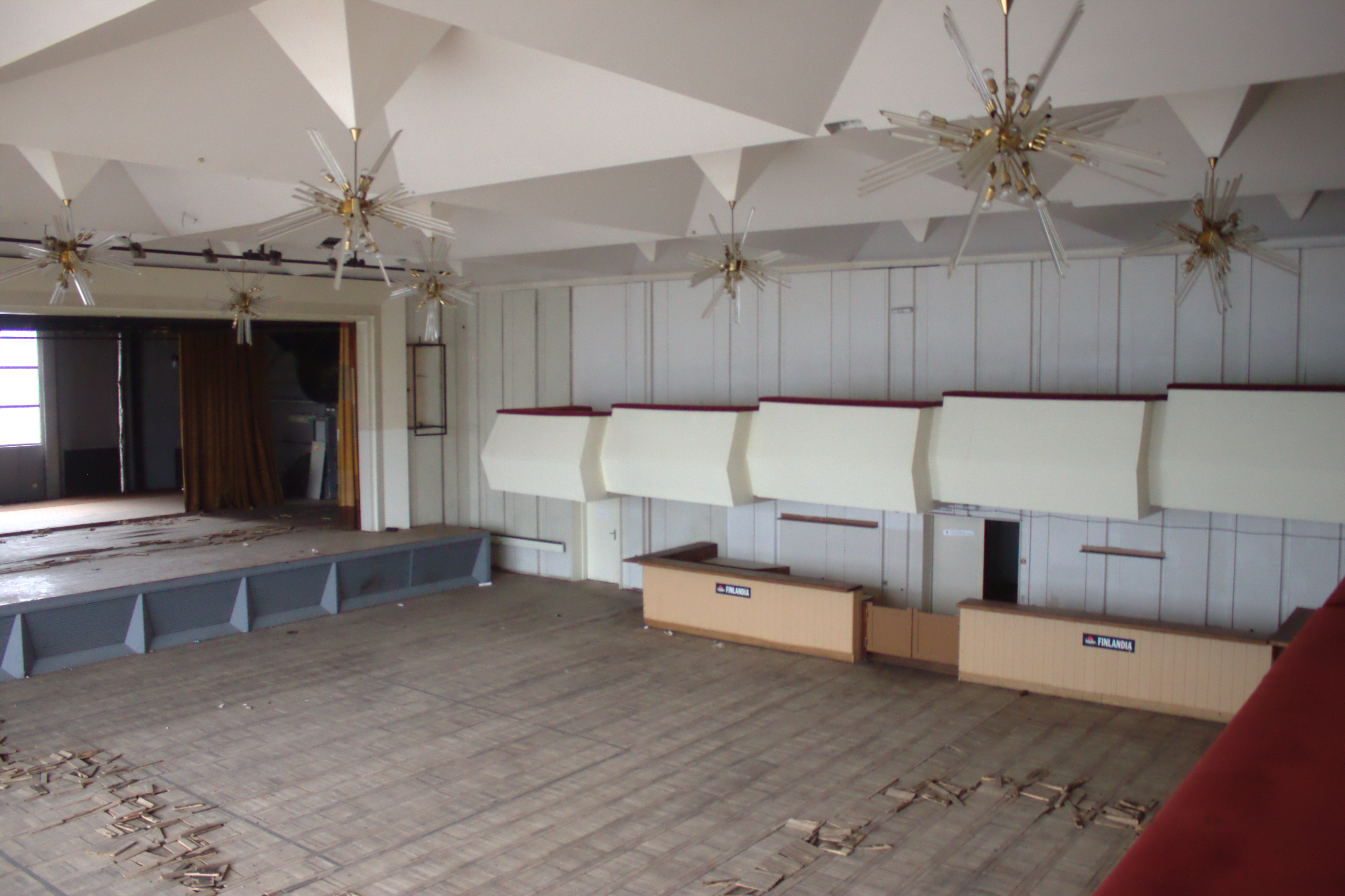
Interiér - hlavní sál

V lokalitě se původně uvažovalo o výstavbě luxusního obchodního střediska a dalších prodejen v nízkých objektech atriového typu, navrhovány byly ale i výškové domy. V jisté fázi se dokonce uvažovalo o realizaci nového sídla vlády.
V roce 1980 rozhodl obvodní národní výbor Praha 10, že společně s 11 připojenými obcemi[zdroj⁠?!] vybuduje vlastní kulturní dům. Projekt byl svěřen architektům Haně Peškové a Daliboru Peškovi. Jde o železobetonový skelet se zavěšeným pláštěm z kovových a skleněných panelů, částečně obložený kamenem, dřevěnými podhledy, plochou střechou.
Po dokončení měl dům tři provozy – víceúčelový sál (600 míst v řadách, 550 při stolovém uspořádání), kino (291 pevných sedadel) a restauraci (105 míst). Před sálem byl foyer sloužící jako prostor pro přestávky nebo drobné výstavy. Výměra podlahové plochy je 4 960 m².

## Současnost
Budova je ve vlastnictví městské části Praha 10. Od roku 2000 do června 2006 byla v pronájmu Blažeje Láncoše, se kterým vedl úřad několik let soudní spor kvůli neplacení nájemného. Je ve špatném technickém stavu a její budoucnost není jasná. V roce 2007 se uvažovalo o uzavření koncesní smlouvy s budoucím provozovatelem domu, která by zaručila rekonstrukci za více než 400 milionů korun a zajištění dlouhodobé udržitelnosti projektu. V roce 2010 existoval plán na pronájem kulturního domu fotbalovým fanouškům SK Slavia Praha a Bohemians Praha 1905. Ani jeden z těchto nápadů nebyl realizován. Konstrukce jako taková je v dobrém stavu ale velikost místností nesplňuje dnešní normy. Použité materiály také nevyhovují. Technické vybavení budovy je zastaralé a na konci životnosti, bylo by zapotřebí celé jeho nahrazení.
Asi nepatří k přelomovým a ikonickým stavbám 70. a 80. let, nicméně architektura 80. let je obecně méně nápadná, což ovšem neznamená, že si Kulturní dům Eden nezaslouží naši pozornost, i třeba jako kulturní památka. Je navíc v mimořádně autentickém stavu, máme jen málo veřejných budov ze 70. a 80. let, které jsou tak dobře dochované jako Eden.
Petr Vorlík, architekt a pedagog FA ČVUT

## Vpopulární kultuře

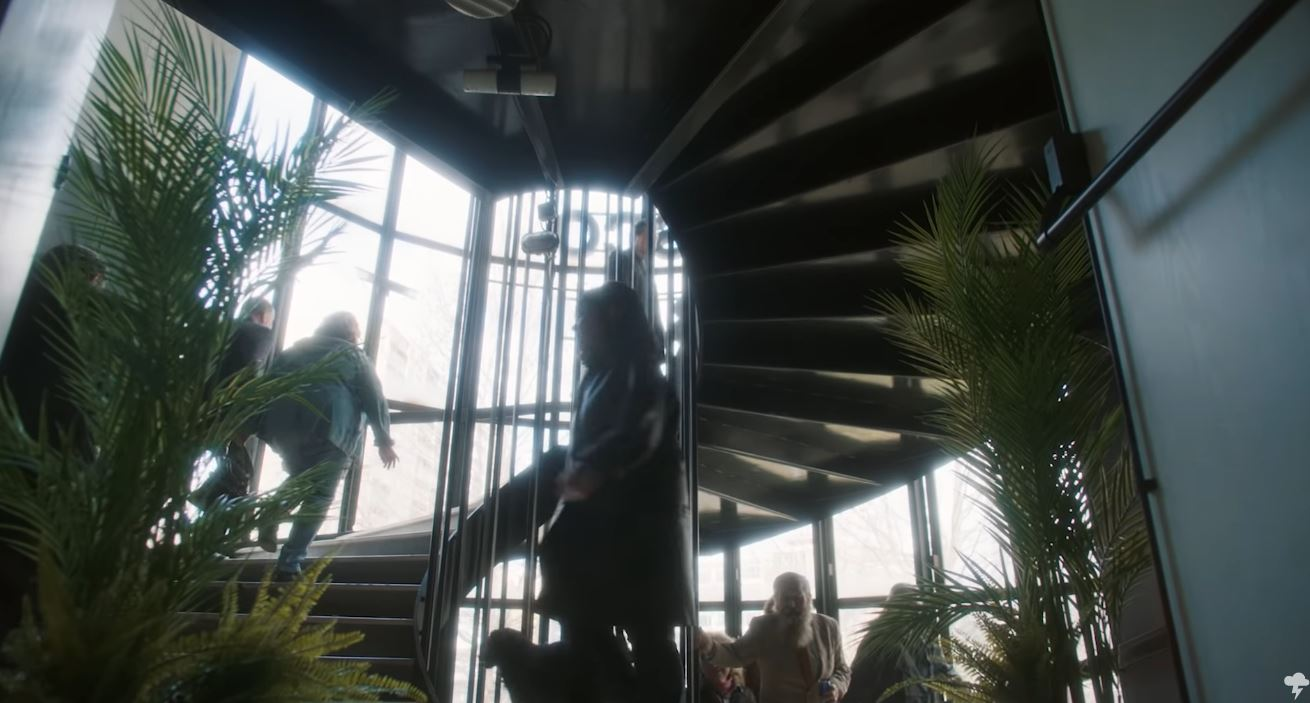
Interiéry KD Eden v klipu 7krát3 – Boh dal love (feat. PSH)

Budova KD Eden účinkovala v roce 2020 ve videoklipu zpěváka 7krát3 a hudební skupiny PSH v písničce Boh dal love. Režie klipu natočeného v retrostylu 80. let se zhostil Benjamin Buttler. „Ten prostor na tebe dýchne skvělou dobovou atmosférou a celkově je hezky zachovalý. A scénograf Marek Špitálský se postaral o famózní návrat v čase pomocí set designu z věcí, které tam ještě zbyly. Třeba devadesátkové plakáty kapel, které jsme nechali zarámovat a visely v chodbě, kudy kluci v klipu prochází směrem do sálu,“ popsal režisér atmosféru místa natáčení klipu v KD Eden. 

### Studie přeměny
- Tereza Pacltová: Společenské a kulturní centrum Praha Eden, FA ČVUT, diplomová práce, akademický rok 2010/2011, ateliér Soukenka
- Petra Skyvová: Společenské a kulturní centrum Eden, FA ČVUT, diplomová práce, akademický rok 2011/2012, ateliér Soukenka
- Lucie Tošenovská: Společenské a kulturní centrum Eden v Praze Vršovicích, FA ČVUT, diplomová práce, akademický rok 2011/2012, ateliér Soukenka
- Kulturní dům Eden v Praze - rekonstrukce (2000), nerealizovaný projekt ateliéru Zídka, In: Portfolio, 1, 2